# Far til fire - tilbage til naturen
Far til fire - tilbage til naturen er en dansk familiefilm fra 2011. Filmen er instrueret af instruktøren Claus Bjerre, som også har instrueret de foregående far til fire-film. Far til fire - tilbage til naturen havde et statsstøttebudget på 5,7 millioner.

## Handling
Familien tager til Sverige på weekendtur for at fejre fars kusine Annikas fødselsdag. De møder Rikard og hans bande som driver forretning (faktisk grønvaskning) ved at hente brugte køleskabe, og læsser dem af ude i den svenske natur, navnligt de lokale søer, hvilket kan klassificeres som grønvask. Disse handlinger har afstedkommet at søerne er blevet forurenet og for giftigt for noget som helst liv og til at svømme i, som familien under deres badeture opdager, da de de tager Rikard og hans bande i at læsse køleskabe ud i naturparkens søer. 
Familien fotograferer dem så de kan give billederne til den lokale landbetjent som så kan bruge dem som faste beviser, til at forbinde Rikard og hans bande med forureningen. Familien bliver forfulgt gennem skoven af Rikards bande og de bliver fanget i en anden park hvor der bor vilde bjørne. De når over til resten af naturparken, hvor Guben slår sig sammen med dem for at sætte en stopper for Rikards bande. Rikard og Carl-Åke bliver til sidst besejret, og bliver tvunget til at rydde op i skoven som samfundstjeneste for deres handlinger. Familien modtager Gubens bjørneskind, som de får far til at bruge til af skræmme Peter med. Peter forveksler far med en rigtig bjørn, slår ham med skovlen

## Medvirkende
- Niels Olsen: Far
- Kasper Kesje: Lille Per
- Sidse Mickelborg: Søs
- Kathrine Bremerskov Kaysen: Mie
- Jakob Wilhjelm Poulsen: Ole
- Jess Ingerslev: Onkel Anders
- Søren Bregendal: Peter
- Tammi Øst: Annika
- Anders Hove: Gubben
- Jacob Lohmann: Rikard
- Marcus Aurelius Nicolas Christensen: Carl-Åke
- Per Otto Bersang Rasmussen: Landbetjent
- Jakob Öqvist: Genbrugsmand
- Anders Fjelsted: Bankassistent
- Thomas Andersson: Skovkarle

## Produktion

### Optagelser
Svanninge Bakker i Sydfyn blev brugt som lokation i fem uger.